# Jack Kelsey
Jack Kelsey (ur. 19 listopada 1929, zm. 18 marca 1992) – walijski piłkarz grający na pozycji bramkarza, reprezentant kraju, występował w bramce Arsenalu.

## Kariera
Przed przeprowadzką do Londynu pracował w kuźni w walijskim Winch Wen. Do Arsenalu został sprowadzony w 1949 jako rezerwowy bramkarz.
Przez następne trzy lata siedział na ławce rezerwowych. Dopiero w 1952, gdy George Swindin doznał kontuzji, awansował do pierwszej jedenastki. 
Miejsca w bramce nie oddał przez osiem lat. W Arsenalu zagrał 352 mecze (biorąc pod uwagę wszystkie rozgrywki).
Tylko David Seaman rozegrał większą liczbę spotkań w zespole "Kanonierów".

## Reprezentacja
W reprezentacji Walii wystąpił 41 razy. W 1958 pojechał na mundial
do Szwecji. Walia odpadła w ćwierćfinale po porażce) 0:1 z Brazylią.
W 1962 podczas spotkania towarzyskiego nabawił się kontuzji pleców. Rok później, zakończył karierę i został działaczem Arsenalu.

## Sukcesy
- Mistrzostwo Anglii (1952/53)
- Puchar Anglii (1949/50)